# (4156) Okadanoboru
(4156) Okadanoboru es un asteroide perteneciente al cinturón de asteroides, descubierto el 16 de enero de 1988 por Takuo Kojima desde la Estación Chiyoda, Japón.

## Designación y nombre
Designado provisionalmente como 1988 BE. Fue nombrado Okadanoboru en honor al astrónomo y alpinista japonés Noboru Okada desaparecido enero de 2002, durante una escalada en solitario en el norte de los Alpes japoneses.